# تشاك موسلي
تشاك موسلي (بالإنجليزية: Chuck Mosley)‏ هو موسيقي ومغني وكاتب أغاني أمريكي، ولد في 26 ديسمبر 1959 في هوليوود في الولايات المتحدة، وتوفي في 9 نوفمبر 2017 في كليفلاند في الولايات المتحدة بسبب جرعة زائدة.

## وصلات خارجية
- تشاك موسلي على موقع IMDb (الإنجليزية)
- تشاك موسلي على موقع ميوزك برينز (الإنجليزية)
- تشاك موسلي على موقع ديسكوغز (الإنجليزية)